# جون سكوت (مهندس معماري)
جون سكوت (بالإنجليزية: John Scott)‏ هو مهندس معماري نيوزيلندي، ولد في 9 يونيو 1924، وتوفي في 30 يوليو 1992.